# Mączniak rzekomy słonecznika

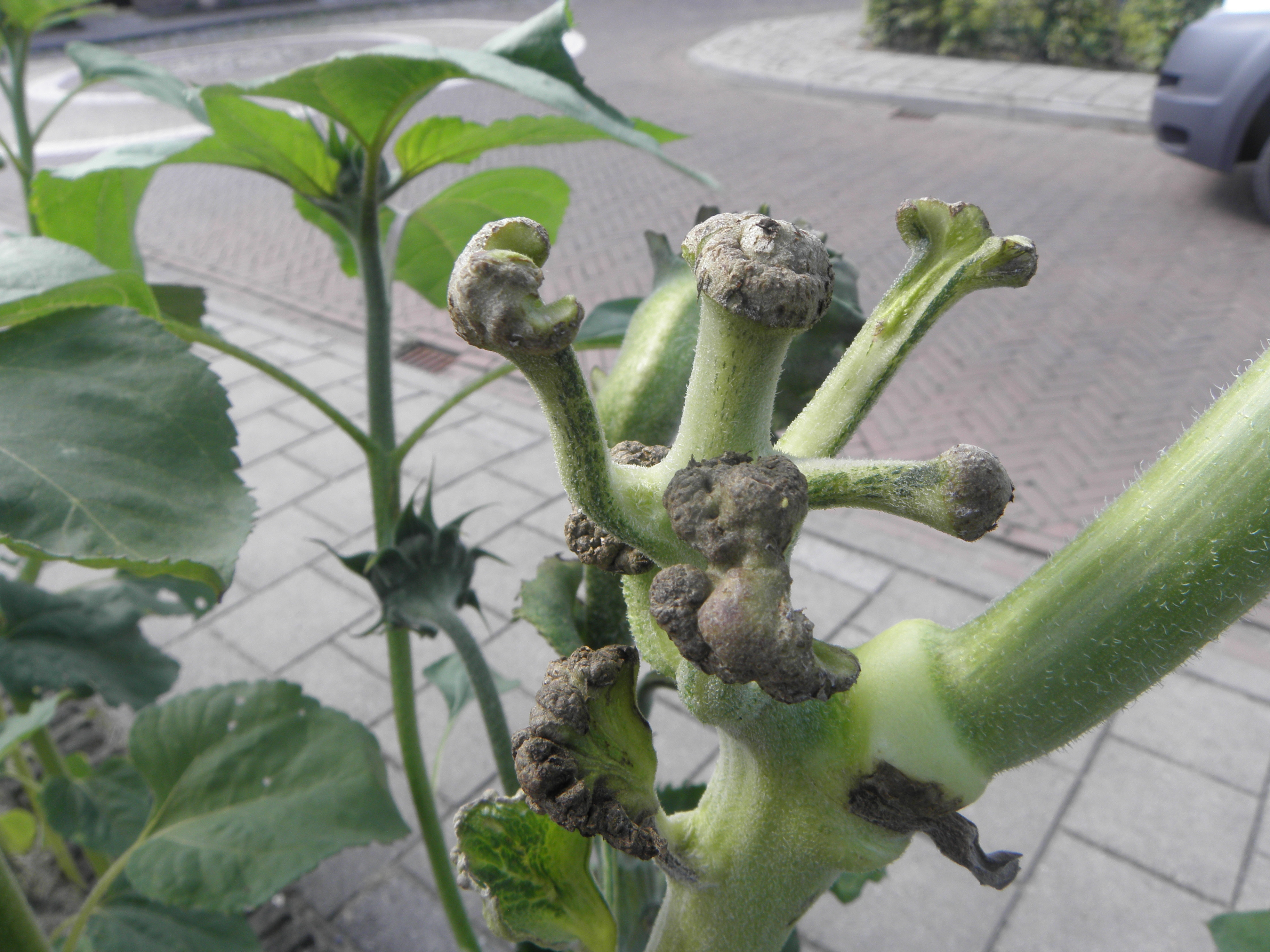
Porażony kwiatostan

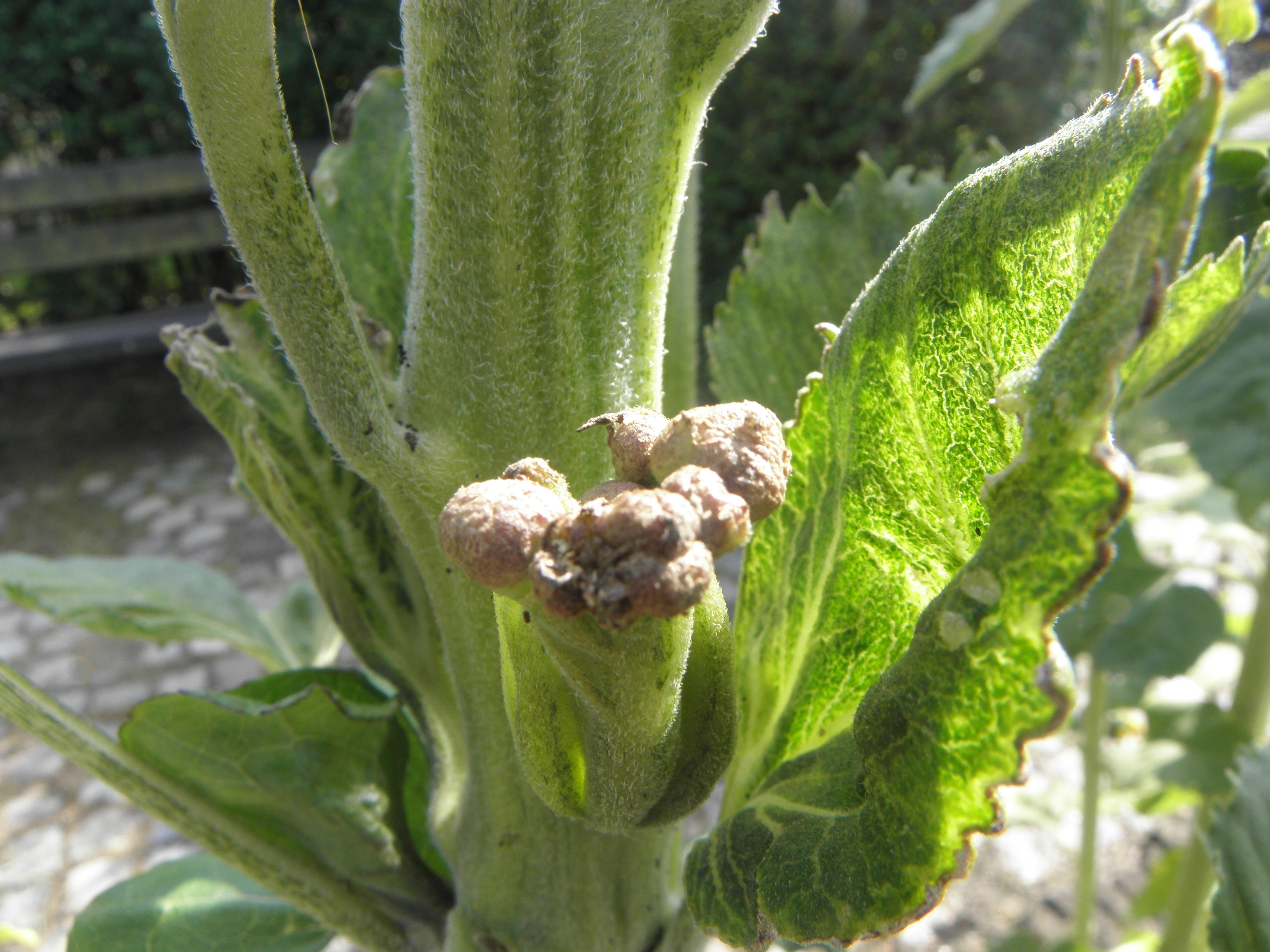
Porażony kwiatostan

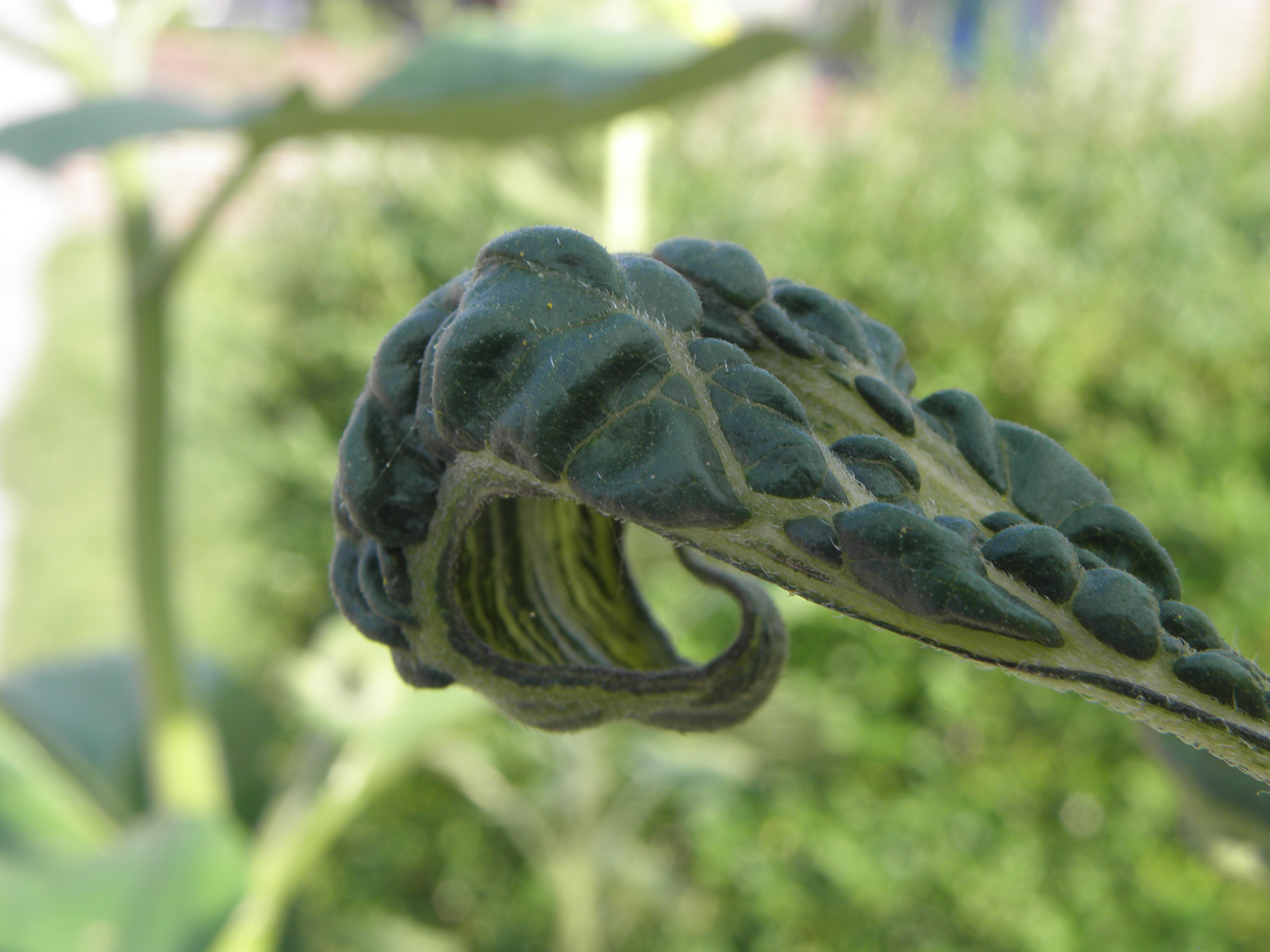
Porażony liść

Mączniak rzekomy słonecznika (ang. downy mildew of sunflower) – choroba słoneczników (Helianthus) wywołana przez Plasmopara halstedii. Jest to organizm grzybopodobny zaliczany do lęgniowców. Jest on pasożytem bezwzględnym, a wywołana przez niego choroba należy do grupy chorób zwanych mączniakami rzekomymi.

## Objawy
Są różnorodne i zależą od kilku czynników: okresu rozwojowego, w którym roślina została zainfekowana, odmiany, warunków środowiska (a szczególnie temperatury i wilgotności), typu infekcji (miejscowa lub systemiczna). Przy dużej wilgotności powietrza dochodzi często do infekcji systemicznej, podczas której patogen z liści przerasta poprzez ich ogonki do łodygi.  Następuje wówczas zahamowanie wzrostu rośliny i plamistość liści. Jasnozielone plamy na liściach powstają wzdłuż jego głównych nerwów i na całej powierzchni liści. Pojawia się na nich chloroza, liście zwijają się, stają się grube i sztywne. W okresie dużej wilgotności powietrza (deszcze) na dolnej powierzchni liści pod chlorotycznymi plamami powstaje biały nalot złożony ze sporangioforów i zoosporangiów. Powstają w nich zarodniki zwane pływkami. W wyniku zahamowania rozwoju następuje na łodydze skracanie międzywęźli, wskutek czego słoneczniki często przybierają wygląd podobny do kapusty, a ich kwiatostan jest zredukowany i rośnie pionowo (nie zwisa). System korzeniowy również jest słabo rozwinięty, a na powierzchni korzeni powstają ciemnobrązowe plamy. Nasiona z porażonych roślin słabo kiełkują. Czasami obserwuje się również inne zmiany; miękisz łodygi lub jej rdzeń ulegają przebarwieniu, liście skręcają się, a u podstawy łodygi tworzą się guzy.
Czasami infekcja może nastąpić w liścieniu lub hipokotylu. Wówczas podczas wilgotnej pogody biały nalot zarodników tworzy się już na liścieniach siewek oraz u podstawy łodygi. Czasami występuje tylko miejscowa infekcja liści, skutkująca powstawaniem na nich drobnych, jasnozielonych, kanciastych plamistości ograniczonych nerwami liścia.
Objawy porażenia przez Plasmopara halstedii są dość charakterystyczne, jednak  czasami można je pomylić z objawami zatruć spowodowanych przez herbicydy. Porażone kwiatostany nieco przypominają także objawy spowodowane przez Pustula tragopogonis, ale ten patogen powoduje na górnej powierzchni liści powstawanie dużych pęcherzy.

## Ochrona
Bardzo dobrym rozwiązaniem jest uprawianie odmian odpornych na mączniaka rzekomego. Jednak patogen ten tworzy wciąż nowe szczepy i sposób ten jest niewystarczający. W miarę, jak patogen tworzy nowe szczepy, należy wprowadzać do uprawy wciąż nowe odmiany. Odbywa się swoisty wyścig między stacjami hodowli nowych odmian a patogenem. Płodozmian bardzo ważny przy innych chorobach słonecznika, w przypadku mączniaka rzekomego odgrywa minimalną tylko rolę. Jego oospory mogą bowiem w glebie przetrwać do 10 lat. Zaprawianie nasion skutecznie zwalcza większość szczepów, jednak powstały już szczepy odporne na najczęściej używane do tego celu fungicydy, takie, jak metalaksyl i mefanoxam. Jak dotąd skuteczna jest jeszcze azoksystrobina, być może w przyszłości wprowadzone zostaną także nowe fungicydy.
W przypadku systemicznego porażenia opryskiwanie roślin fungicydami okazało się nieskuteczne. Przy infekcji miejscowej opryskiwania nie stosuje się – straty ekonomiczne w tym przypadku są tak niewielkie, że opryskiwanie jest ekonomicznie nieopłacalne. Zaleca się usuwanie z okolic plantacji roślin, które są żywicielami Plasmopara halstedii.
Patogen może rozprzestrzeniać się przez wiatr i nasiona, głównym jednak źródłem infekcji jest gleba. Na polu, w którym wystąpiła silna infekcja mączniaka rzekomego słonecznika, w następnych latach nie można uprawiać słoneczników.